# کارل جنکینسون
کارل دنیل جنکینسون (انگلیسی: Carl Daniel Jenkinson؛ زادهٔ ۸ فوریهٔ ۱۹۹۲) بازیکن فوتبال اهل انگلستان است.

## زندگی حرفه‌ای
او بازی حرفه‌ای خود را با باشگاه فوتبال چارلتون اتلتیک قبل از پیوستن به آرسنال در ۲۰۱۱ شروع کرد.